# Fuente-Tójar
Fuente-Tójar település Spanyolországban, Córdoba tartományban. Fuente-Tójar Priego de Córdoba és Alcaudete községekkel határos. Lakosainak száma 681 fő (2024).

## Népesség
A település népessége az elmúlt években az alábbi módon változott:
| Lakosok száma | 808  | 805  | 795  | 780  | 770  | 721  | 711  | 672  | 676  | 681  |
|               | 2001 | 2004 | 2006 | 2009 | 2011 | 2014 | 2016 | 2019 | 2021 | 2024 |